# James Madison Porter

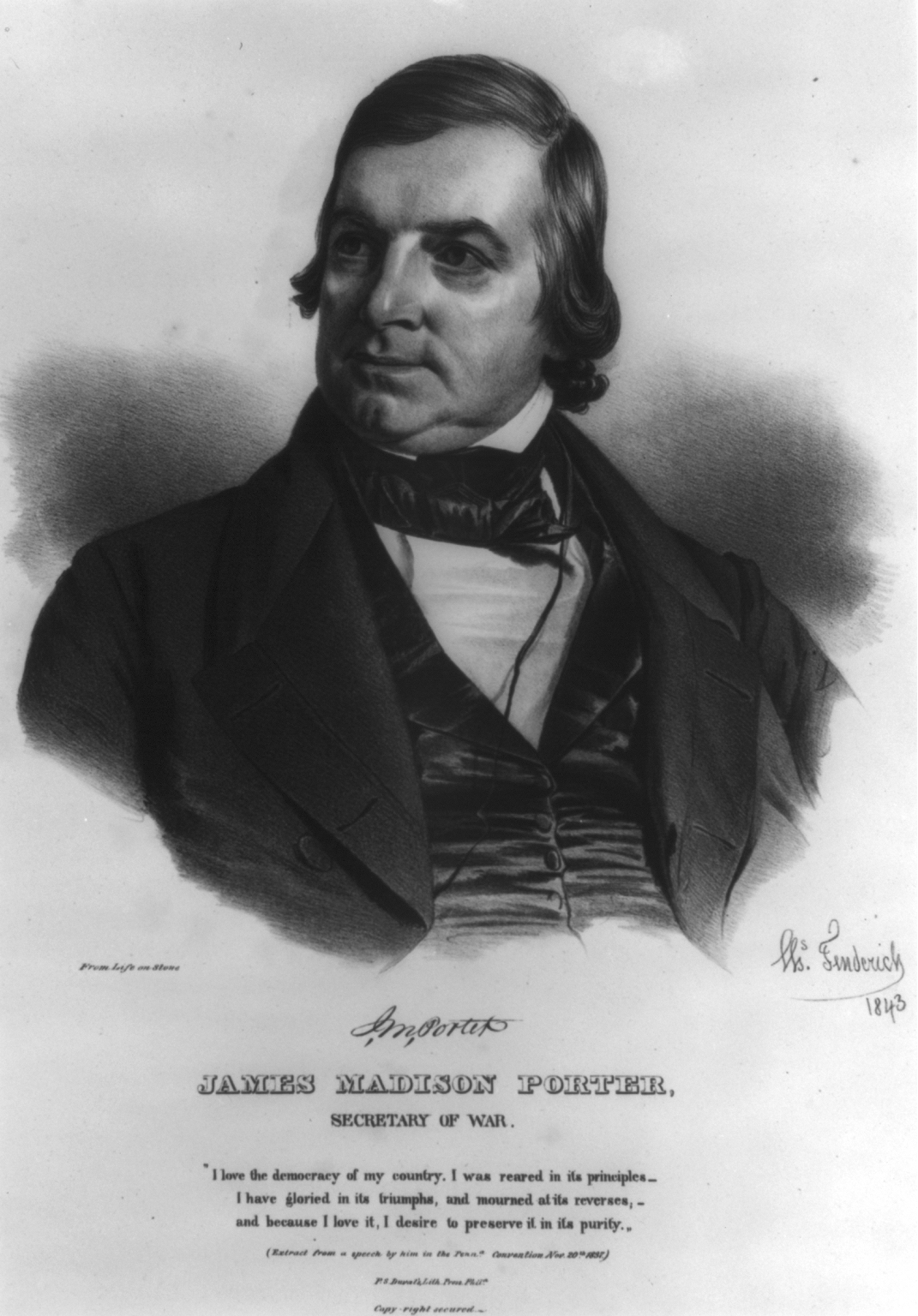
James Madison Porter

James Madison Porter (* 6. Januar 1793 bei Norristown, Pennsylvania; † 11. November 1862 in Easton, Pennsylvania) war der 18. Kriegsminister der USA und ein Gründer des Lafayette College.

## Leben
Porter wurde am 6. Januar 1793 nahe Norristown, Pennsylvania geboren. Als Kind wurde er zuerst zu Hause unterrichtet und besuchte später die Norristown Academy.
1809 begann er in einer Kanzlei in Lancaster, Pennsylvania Jura zu studieren. Dann zog er nach Philadelphia, Pennsylvania, wo er ab 1812 als Büroangestellter in einer Kanzlei eines Prothonotars arbeitete.
Er war an der Aufstellung und Organisation der Besatzung für das Fort Mifflin beteiligt, in dieser Freiwilligenmilizkompanie wurde er bis zum Rang eines Colonels befördert.
1813 wurde er zum Justizminister von Northampton County, Pennsylvania ernannt und heiratete 1821 Eliza Michler (1803–1866).
Porter war an der Gründung des Lafayette College beteiligt und war von 1826 bis 1852 Präsident eines Kuratoriums, des Weiteren von 1837 bis 1852 Professor der Rechtswissenschaften und der Volkswirtschaft.
1839 wurde er als vorsitzender Richter an den zwölften Justizdistrikt berufen.
1843 ernannte Präsident John Tyler ihn zum Kriegsminister der USA. Porter diente in diesem Amt etwa elf Monate.
In den Jahren, die nach seiner Zeit als Kriegsminister folgten, wurde Porter 1849 in die Legislative gewählt, war Vorsitzender des Gerichtsverfassungskomitees und diente von 1853 bis 1855 als vorsitzender Richter des zwanzigsten Justizdistrikt.
Etwa zur selben Zeit war Porter Präsident von zwei Eisenbahngesellschaften, der Delaware, Lehigh, Schuylkill und Susquehanna Railroad Company zwischen 1847 und 1856, sowie der Belvidere Delaware Railroad.
Er starb am 11. November 1862 in Easton, Pennsylvania. Porter wurde auf dem Easton Cemetery in Easton, Pennsylvania, beigesetzt, wo auch seine am 2. März 1866 verstorbene Frau Eliza begraben wurde.